# Hildegard von Mach
Hildegard von Mach (* 10. Januar 1873 in Elberfeld; † 17. Februar 1950 in Wissen) war eine deutsche Malerin.

## Leben
Hildegard von Mach wurde 1873 in Elberfeld geboren als Tochter von Robert Alexander von Mach (1834–1915) und Magdalena Marie Elisabeth, geborene von Alten (1848–1929). Hildegard von Mach studierte an der Kunstschule Richter, ehemals Malerinnenschule Franz Kops und nahm Zeichenunterricht bei ihrem Schwager Anton Josef Pepino.
In Dresden war sie 1904 Gründungsmitglied der Gruppe Dresdner Künstlerinnen, Ortsverband Dresdner Künstlerinnen, des 1908 neu gegründeten Bundes deutscher und österreichischer Künstlerinnenvereine. Sie war Mitglied in der Dresdner Kunstgenossenschaft und der Allgemeinen Deutschen Kunstgenossenschaft. Sie war auch Teil des „Loschwitzer Kreises“ um die fünf Künstlerinnen Anna Elisabeth Angermann, Katharina Krabbes, Hildegard von Mach, Irmgard Meinhold und Anna Plate, die ihr Atelier im Künstlerhaus Dresden-Loschwitz, Pillnitzer Landstraße Nr. 59, hatten. Hildegard von Mach arbeitete von 1907 bis 1939 im Atelier I und E des Künstlerhauses.
In der Zeit des Nationalsozialismus war sie obligatorisch Mitglied der Reichskammer der bildenden Künste. Es ist jedoch lediglich ihre Teilnahme an der Ausstellung "Das Land am Meer. Pommersche Kunst der Gegenwart" in Stettin 1934 bekannt.

## Werk

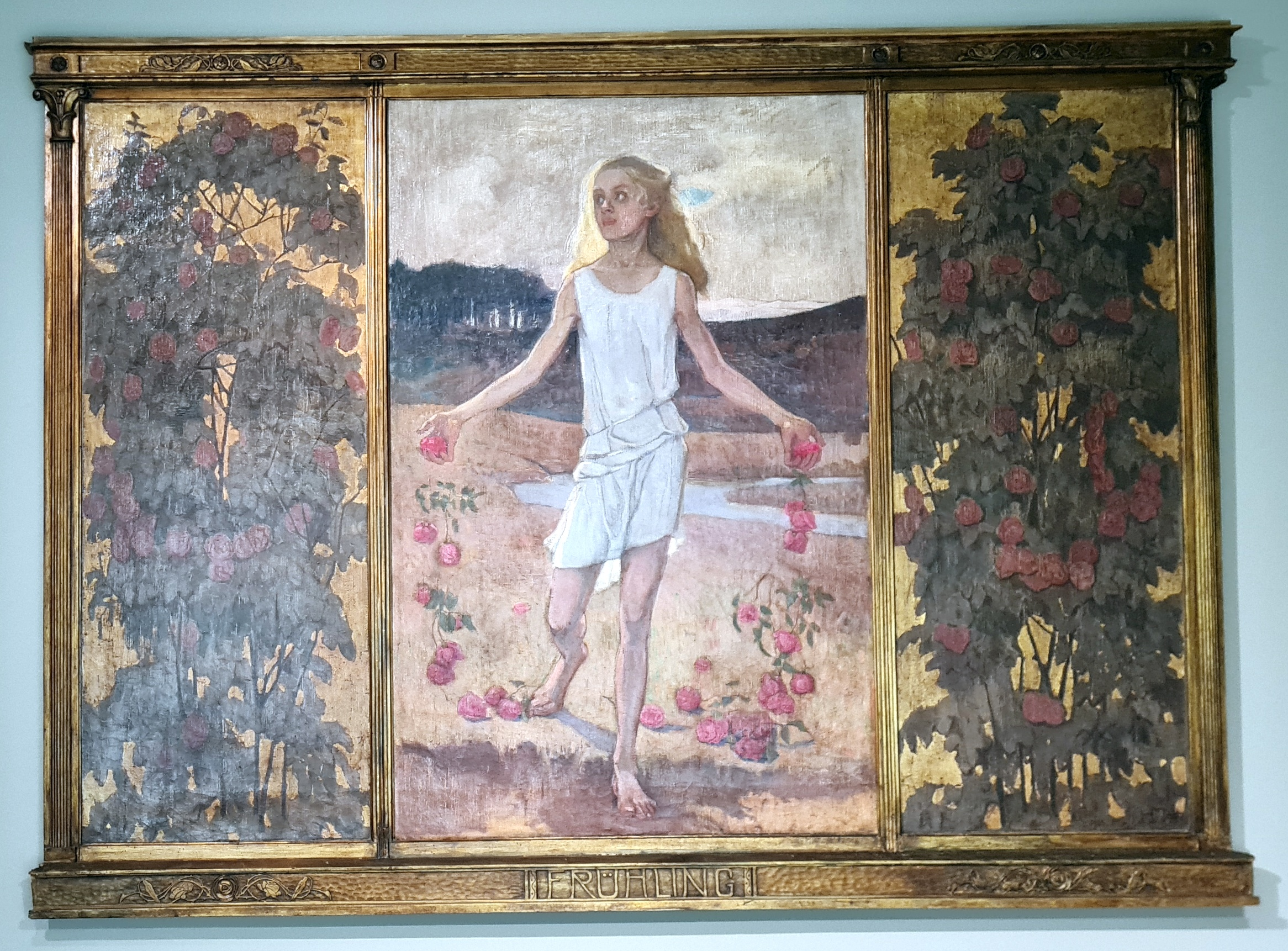
Triptychon „Der Frühling“. Öl auf Leinwand, Dresden, 1913

Ein durch Hildegard von Mach erstelltes Frauenporträt in Öl ist im Besitz des Stadtmuseums Dresden.